# Sampo Kankkunen
Sampo Kankkunen (ur. 8 kwietnia 1998) – fiński narciarz alpejski, brązowy medalista igrzysk olimpijskich młodzieży.

## Kariera
Po raz pierwszy na arenie międzynarodowej Sampo Kankkunen pojawił się 18 grudnia 2014 roku w Åre, gdzie w zawodach FIS Race nie ukończył pierwszego przejazdu w gigancie. W styczniu 2015 roku wystartował na mistrzostwach świata juniorów w Hafjell, gdzie jego najlepszym wynikiem było 63. miejsce w supergigancie. Na rozgrywanych rok później mistrzostwach świata juniorów w Soczi zajął między innymi 47. miejsce w zjeździe. W 2016 roku wystąpił również na igrzyskach olimpijskich młodzieży w Lillehammer, gdzie wywalczył brązowy medal w drużynowym slalomie równoległym. Na tej samej imprezie był też czwarty w supergigancie, piąty w superkombinacji, szósty w gigancie i dziesiąty w slalomie. Nie startował w zawodach Pucharu Świata.

## Osiągnięcia

### Mistrzostwa świata juniorów
| Miejsce | Dzień     | Rok  | Miejscowość | Konkurencja     | Czas biegu  | Strata  | Zwycięzca       |
| ------- | --------- | ---- | ----------- | --------------- | ----------- | ------- | --------------- |
| DNF1    | 11 marca  | 2015 | Hafjell     | Kombinacja      | 1:58,25 min | -       | Loïc Meillard   |
| 63.     | 11 marca  | 2015 | Hafjell     | Supergigant     | 1:15,87 min | +4,60 s | Miha Hrobat     |
| DNF     | 13 marca  | 2015 | Hafjell     | Zjazd           | 1:29,62 min | -       | Henri Battilani |
| 47.     | 27 lutego | 2016 | Soczi       | Zjazd           | 1:11,66 min | +3,65 s | Erik Arvidsson  |
| 57.     | 29 lutego | 2016 | Soczi       | Supergigant     | 1:09,95 min | +4,12 s | Matthieu Bailet |
| DNF1    | 1 marca   | 2016 | Soczi       | Superkombinacja | 1:56,16 min | -       | Štefan Hadalin  |

### Igrzyska olimpijskie młodzieży
| Miejsce | Dzień     | Rok  | Miejscowość | Konkurencja                 | Czas biegu  | Strata  | Zwyciężczyni     |
| ------- | --------- | ---- | ----------- | --------------------------- | ----------- | ------- | ---------------- |
| 4.      | 13 lutego | 2016 | Lillehammer | Supergigant                 | 1:10,62 min | +0,42 s | River Radamus    |
| 5.      | 14 lutego | 2016 | Lillehammer | Superkombinacja             | 1:52,87 min | +1,33 s | River Radamus    |
| 6.      | 17 lutego | 2016 | Lillehammer | Gigant                      | 2:35,05 min | +3,49 s | River Radamus    |
| 10.     | 19 lutego | 2016 | Lillehammer | Slalom                      | 1:38,74 min | +3,29 s | Manuel Traninger |
| 3.      | 20 lutego | 2016 | Lillehammer | Drużynowy slalom równoległy | -           | -       | Niemcy           |